# Laschen (Schifffahrt)

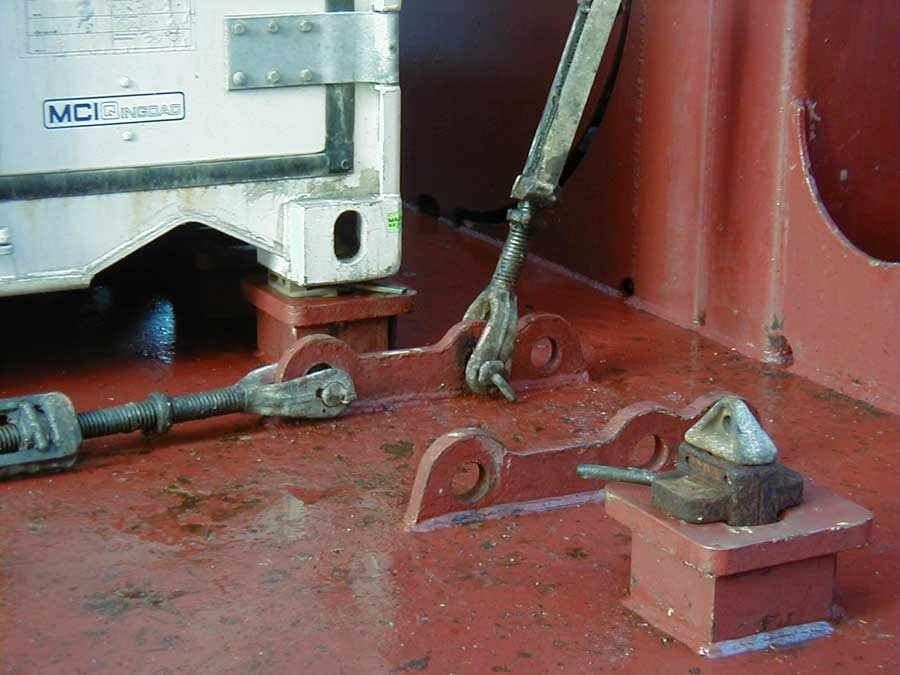
Befestigung der Containerecke durch Twistlocks und Sicherung durch Laschstangen

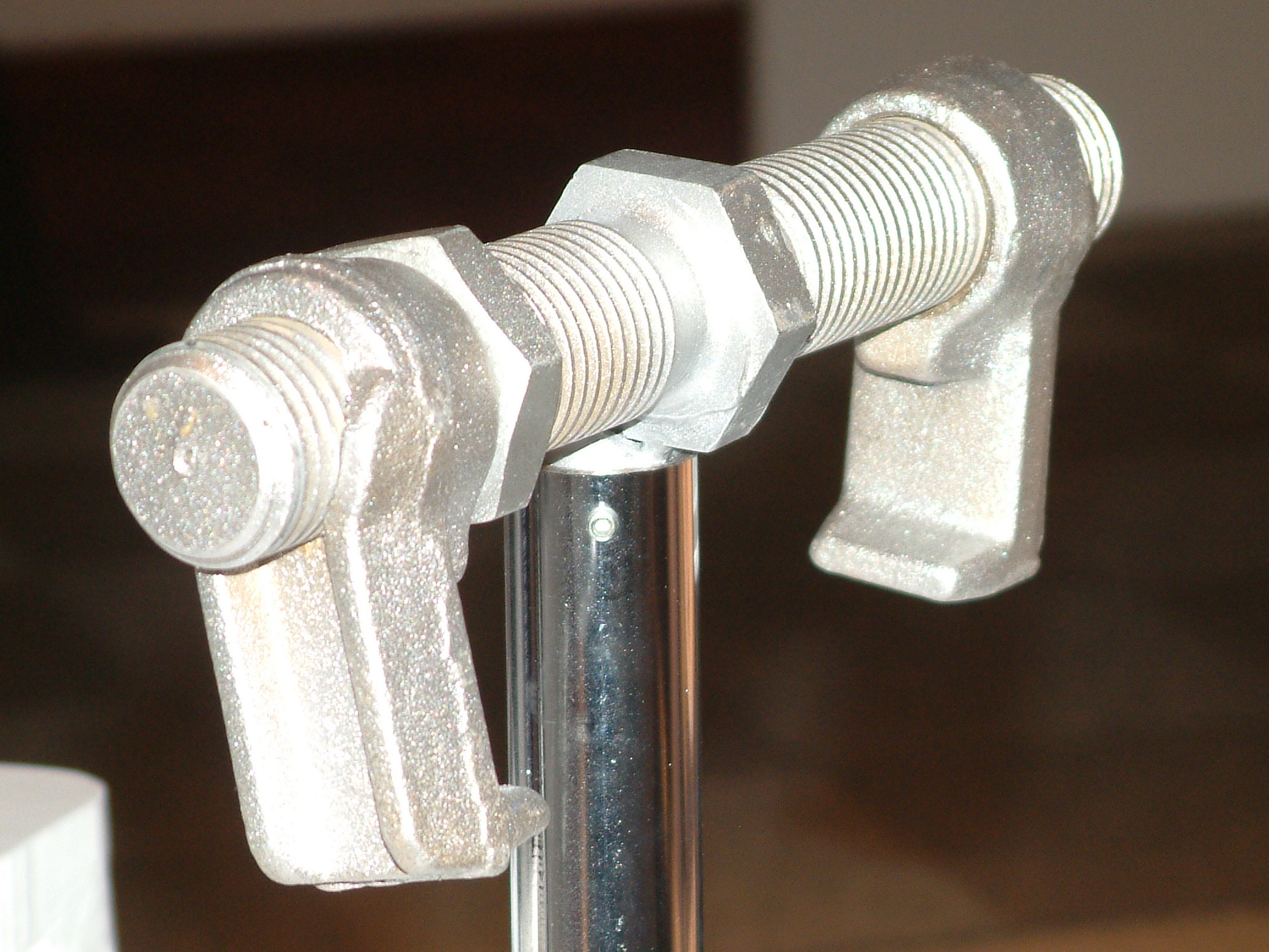
Brückenfitting zum Verbinden zweier horizontal benachbarter Containerstapel

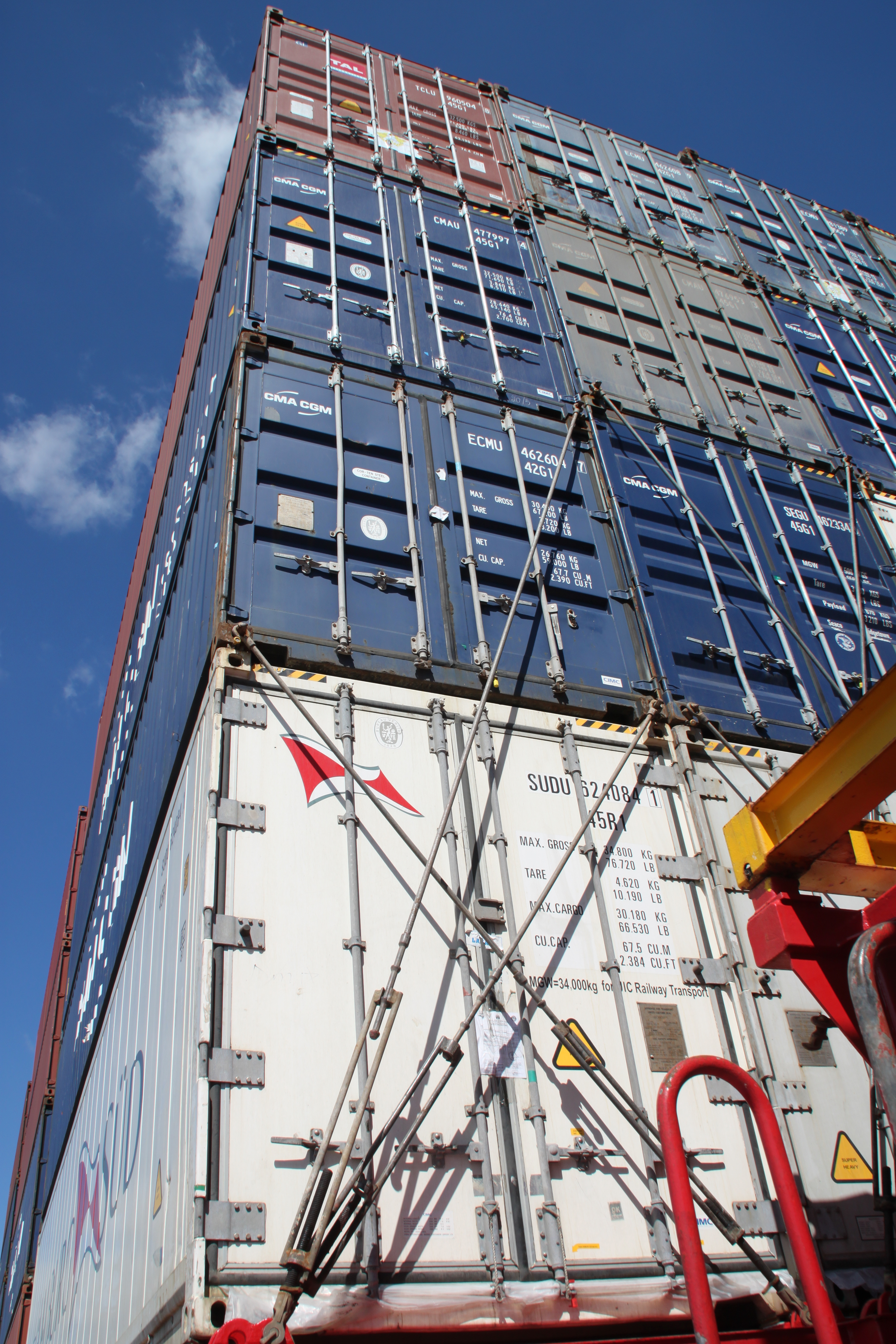
Verspannung der Container über Laschstangen

Laschen (auch Lashing oder Laschung) bezeichnet das Befestigen bzw. Verzurren der Schiffsladung. Die Ladungssicherung ist sehr wichtig in der Seeschifffahrt, wo ISO-Container, Stückgüter und rollende Ladungen gelascht werden. Das Lösen und Entfernen der Sicherungen wird „Entlaschen“ genannt.

## Laschmittel
Das Laschmaterial und das Werkzeug gehören zur Ausrüstung eines Containerschiffes. Es muss von der Reederei vorgehalten werden. In der Praxis finden Lascher von Schiff zu Schiff viele Variationen von Befestigungsstücken, Zurreinheiten und Werkzeugen vor. In Spezialfällen (z. B. Container mit Spezialabmessungen) werden außerdem Zusatzelemente zur Ladungssicherung benötigt.

### Befestigungsstücke
Befestigungsstücke verbinden die vier unteren Ecken eines Containers mit speziellen Aufnahmen auf dem Schiff oder direkt mit der darunter befindlichen Containerlage. Zur Verbindung werden Twistlocks verwendet, die in die Containerecken hineinragen, wobei die Verbindung durch Verdrehen eines Zapfens fest verriegelt wird. Es gibt manuelle Twistlocks, die vom Arbeiter an Bord des Schiffes von Hand verriegelt und entriegelt werden, oder halbautomatische Twistlocks, die bereits an Land in die unteren Ecken der Container eingesetzt werden und beim Absetzen automatisch verriegeln.
Zu den Befestigungsstücken zählen auch Brückenfittinge zum Verbinden horizontal benachbarter Container. Die Krallen der Verbindungsklammern aus massivem Stahl greifen in die Containerecken. Je nach Abstand der Containerreihen gibt es zwei verschiedene Längen, die auch mit Abstandshaltern oder Druckabweisern kombiniert werden können.

### Zurreinheiten
Zusätzlich zu den Befestigungsstücken werden die Container zur Ladungssicherung mit Stangen und Spannschrauben (Laschstangen) kreuzweise mit dem Lukendeckel des Schiffs beziehungsweise der Laschbrücke verspannt. Laschbrücken sind erhöhte Konstruktionen des Schiffs zwischen den Containerstapeln, um auch höhere Containerlagen eines Stapels zu sichern. Die Spannung der Laschstangen ist während der Fahrt zu überprüfen und bei Bedarf nachzulaschen. Eine Laschung über Laschstangen erfolgt bei den beiden untersten Containerlagen sowie bei vorhandenen Laschbrücken auch bis zur dritten Containerlage. Darüber befindliche Container werden jeweils nur an den vier Ecken durch Verbindungsstücke (Twistlocks) miteinander verbunden und verriegelt.
Während zur Sicherung von Containern meist Laschstangen dienen, werden bei Stückgütern auch Ketten, Gurte oder Drahtseile zum Verzurren eingesetzt.

### Werkzeuge
Für das Befestigen und Verzurren der Container gibt es spezielle Werkzeuge und Hilfsmittel. Große Bedeutung haben hier insbesondere die langen Bedienstangen, mit denen die Verriegelungsmechanismen der Twistlocks in höheren Lagen geöffnet oder verschlossen werden können.

## Laschplan
Für jedes Schiff gibt es einen verbindlichen Laschplan mit Angaben, welche Befestigungselemente zum Laschen verwendet werden müssen und wie die Container in Abhängigkeit vom Standplatz zu befestigen sind. Diese Laschpläne sind der Konstruktion des Schiffs angepasst und gewährleisten die Einhaltung der gültigen stau- und sicherheitstechnischen Kriterien, wie die Beanspruchungen infolge von Schiffsbewegungen und Winddruck. Der Laschplan hängt an exponierter Stelle des Schiffs aus.

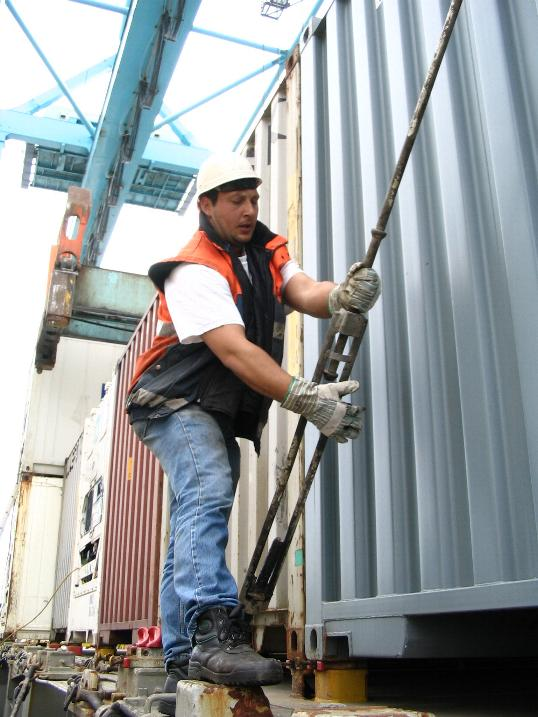
Lascher bei der Sicherung von Containern

## Lascher (Tätigkeitsbeschreibung)
Der Lascher ist ein Hafenarbeiter, der Schiffsladungen, zum Beispiel Container, an Deck oder in Laderäumen von Schiffen befestigt (lascht) und löst (entlascht). Diese Arbeit findet meist im Schichtbetrieb bei Wind und Wetter im Freien statt. So wird häufig nachts bei Scheinwerferlicht gearbeitet. Container-Laschen auf Schiffen ist Gruppenarbeit, bei der Kräfte an Land und auf dem Schiff in Arbeitskolonnen von 10–16 Personen eng zusammenarbeiten. Die Zahl der Lascher im Team schwankt zwischen zwei und vier.
Bei großen Containerschiffen erfolgt die Sicherung unter Deck meist durch das Einstapeln der Container in den vertikalen Führungsschienen. Über Deck erfolgt die Stauung in Stapeln oder Blöcken, wobei die Container durch Lascher untereinander verbunden und an Schiffsteilen fixiert werden.
Zum Lösen der Verriegelungen der oberen Containerlagen zum Löschen der Ladung werden die Lascher vom Kran oder der Ladebrücke in einem Personenkorb (Lascherkorb) auf den Containerstapeln abgesetzt. Mit langen Stangen lösen sie die Verriegelungshebel der Twistlocks, so dass die Container nacheinander abgehoben werden können. Bei den unteren Containern sind zusätzlich die Zurreinheiten zwischen den Containerstapeln zu entfernen. Zum Teil erfolgen die Arbeiten unter schwebenden Lasten. Die Arbeit des Laschers ist körperlich anstrengend, muss aber gleichzeitig gewissenhaft durchgeführt werden, um die Sicherheit der Arbeiter und der Ladung zu gewährleisten.
Neben dem Containerlaschen gibt es Lascher in Containerpackstationen zum Sichern der im Container zu transportierenden Güter. Schwergut oder sperriges Stückgut, das nicht in Container passt, wird direkt auf dem Schiff verzurrt.